# Abbrand (Kerntechnik)
Mit Abbrand (englisch burnup), auch spezifischer Abbrand, wird die in einem Leistungsreaktor produzierte Wärmeenergie pro Masse des Kernbrennstoffs bezeichnet. Diese physikalische Größe Abbrand ist das (lokale) Maß für die Energieausbeute des Brennstoffs. Als allgemeiner Begriff bezieht sich Abbrand aber auch auf die Begleiterscheinungen, wie die Veränderungen in der Nuklidzusammensetzung des Brennstoffs oder Alterung und Verschleiß der Brennelemente.

## Definition
Die Größe Abbrand kann verschieden definiert werden. Meist wird der Quotient aus der gesamten Wärmeenergie {\displaystyle E}, die vom Kernbrennstoff bis zu einem bestimmten Zeitpunkt freigesetzt wurde, und dessen Masse {\displaystyle m} betrachtet. Der Abbrand {\displaystyle B} ist dann
{\displaystyle B={\frac {E}{m}}}.
Hierbei ist mit {\displaystyle m} meist die Masse des Brennstoffs vor Beginn der Kernspaltung gemeint, also im Allgemeinen die des frischen Brennstoffs. Statt der SI-Einheit J/kg wird üblicherweise MWd/kg verwendet, also „Megawatt-Tage pro Kilogramm“. Die Abkürzungen U für Uran oder SM für Schwermetall als verdeutlichender Zusatz an die Einheit angehängt; das spezifiziert als Bezug das ursprünglich vorhandene Kernbrennstoff-Metall, ohne den Sauerstoff des Oxids, die Strukturteile (Hüllrohre usw.) und die im Betrieb entstandenen weiteren spaltbaren Anteile. Es handelt sich also nicht um den sonst üblichen Begriff Schwermetall. Da 1000 MW = 1 GW und 1000 kg = 1 t ist, kann die Maßeinheit ohne Unterschied auch GWd/t SM (englisch: GWd/MTU, metric ton of uran) geschrieben werden. Da die Nennleistung der Reaktoren in Megawatt bekannt ist, und Brennstoff meist in Kilogramm bzw. Tonnen gemessen wird, ist die Berechnung einfach - die Anzahl Vollasttage wird mit der Nennleistung multipliziert und man erhält den (durchschnittlichen) Abbrand. Wichtig ist dabei, dass der Abbrand sich auf die thermische Leistung, nicht die elektrische (Netto-)Leistung bezieht.
Mit „Abbrand“ ohne nähere Angabe ist oft der höchste erzielbare oder der beim Entladen aus dem Reaktor erreichte Abbrand gemeint.

## Allgemeines
Der Abbrand in Leichtwasserreaktoren wurde in der Vergangenheit von anfänglich etwa 20 MWd/kg SM kontinuierlich auf heute über 60 MWd/kg SM gesteigert. Ein hoher Abbrand ist erstrebenswert, da dadurch
- die Menge an hochaktivem Abfall reduziert wird,
- der Aufwand für Brennstoffwechsel reduziert wird, und
- das Proliferationsrisiko gesenkt wird (Plutonium wird mit höherem Abbrand immer uninteressanter für militärische Nutzung).

Allerdings steigen mit dem Abbrand auch die Anforderungen an die Brennstabhüllen, da sie im Betrieb Alterungsprozessen unterliegen. Auch wird eine höhere Anreicherung des frischen Brennstoffs benötigt. Der dadurch höhere Reaktivitätsüberschuss am Beginn des Brennstoffzyklus muss mit verstärktem Einsatz von Neutronenabsorbern ausgeglichen werden.

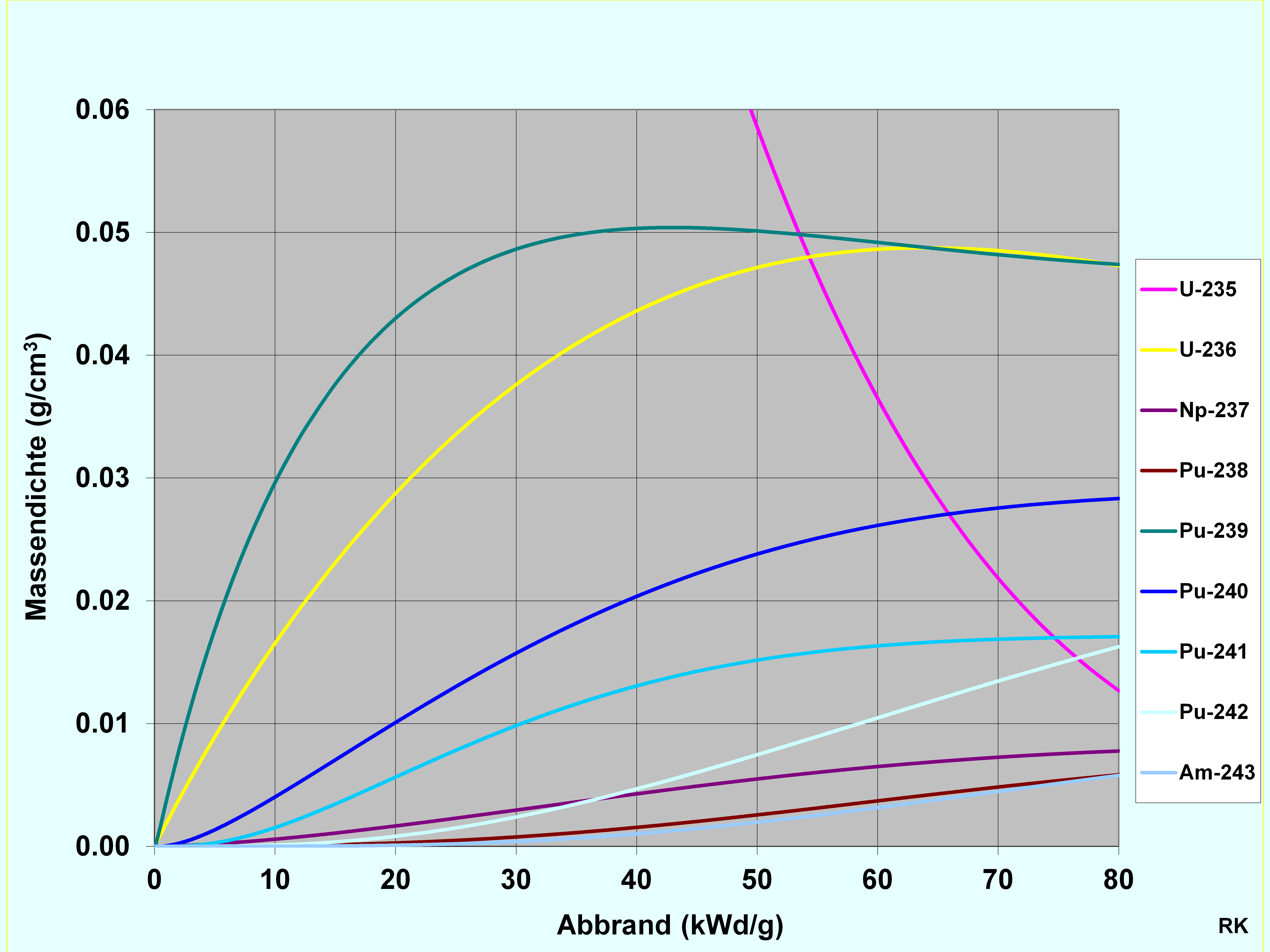
Massendichten von Schwermetall-Nukliden in Abhängigkeit vom Abbrand für einen Druckwasserreaktor

Die Entwicklung des Brennstoffs mit zunehmendem Abbrand wird in der Abbildung anhand einer Simulation der Häufigkeit einiger relevanter Isotope im Brennstoff dargestellt. Zugrunde liegt ein Druckwasserreaktor mit auf 4 % angereichertem UO2-Brenstoff (nicht MOX). Das ursprüngliche Brennstoffnuklid 235U wird größtenteils verbraucht („verbrannt“). Transurane wie Plutonium werden erzeugt und tragen im späteren Verlauf teilweise selbst zur Reaktorleistung bei. Größenordnungsmäßig findet gegen Ende des Brennstoffzyklus in heutigen Leichtwasserreaktoren jede zweite Kernspaltung in Plutonium statt, welches erst während des Abbrands aus 238U erzeugt wurde. Gemittelt über den gesamten Abbrand liefert 235U etwa zwei Drittel der Leistung, 239Pu etwa ein Drittel. Neben den dargestellten Nukliden reichern sich auch die Spaltprodukte im Brennstoff an. Zusammen beeinflussen diese Effekte die Reaktivität, die mit höherem Abbrand sinkt. Insbesondere jene Spaltprodukte, die Neutronengifte sind, limitieren den letztlich erzielbaren Abbrand. Trennt man diese ab, kann aus dem verbleibenden bzw. erbrüteten spaltbaren Material neuer Brennstoff gefertigt werden; ein Verfahren, welches Wiederaufarbeitung genannt wird.
Der Begriff 'abgebrannter Brennstoff' ist nicht mit 'Abbrand' zu verwechseln.

## Andere Definitionen
Neben der genannten, in MWd/kg SM angegebenen Größe sind die Verhältniszahlen FIMA (engl.: fissions per initial metal atom) und FIFA (engl.: fissions per initial fissile atom), meist angegeben in Prozent, gebräuchlich: Würden in einem Brennstoff aus 3,3 % 235U und 96,7 % 238U so viele Spaltungen stattfinden, wie 235U-Atome anfänglich vorhanden waren, wäre der Abbrand 3,3 % FIMA oder 100 % FIFA. Eine Angabe in % FIFA eignet sich besonders, um Abbrände bei verschiedenen ursprünglichen Anreicherungsgraden zu vergleichen.

## Typische Werte
Ab den 2000er Jahren wurden in Leichtwasserreaktoren durchschnittlich Abbrände von über 40 GWd/t erreicht. Schweizer Tests mit speziellen Brennstäben ergaben Spitzenabbrände bis 105 GWd/t SM. Für Druckwasserreaktoren werden mittels verbesserter Brennelemente durchschnittliche Abbrände bis 75 GWd/t SM angestrebt. In britischen Magnox-Reaktoren und in den kanadischen CANDU-Reaktoren sind die Entladeabbrände wegen der geringeren Anfangsanreicherung niedriger, in der Einheit „% FIFA“ – speziell bei CANDU-Reaktoren – jedoch höher als bei Leichtwasserreaktoren.
Wesentlich höhere Abbrände sind in Hochtemperaturreaktoren und in Brutreaktoren erreichbar. Die Forschung verspricht sich von neuen Reaktorkonzepten sogar einen Entladungsabbrand bis zu 500 GWd/t SM, z. B. von dem im Jahr 2007 von General Atomics entwickelten Gas Turbine - Modular Helium Reactor (GT-MHR).